# Raszowa (stacja kolejowa)
Raszowa – przystanek kolejowy we wsi Raszowa, w powiecie strzeleckim (województwo opolskie), w Polsce.

## Ruch pasażerski
| Rok  | Wymiana pasażerska na dobę |
| ---- | -------------------------- |
| 2017 | 50-99                      |
| 2022 | 10-149                     |

W odległości około kilometra od przystanku znajduje się posterunek odgałęźny Raszowa, gdzie od głównej linii odchodzą łącznice do towarowej części stacji Zdzieszowice.